# Цунан

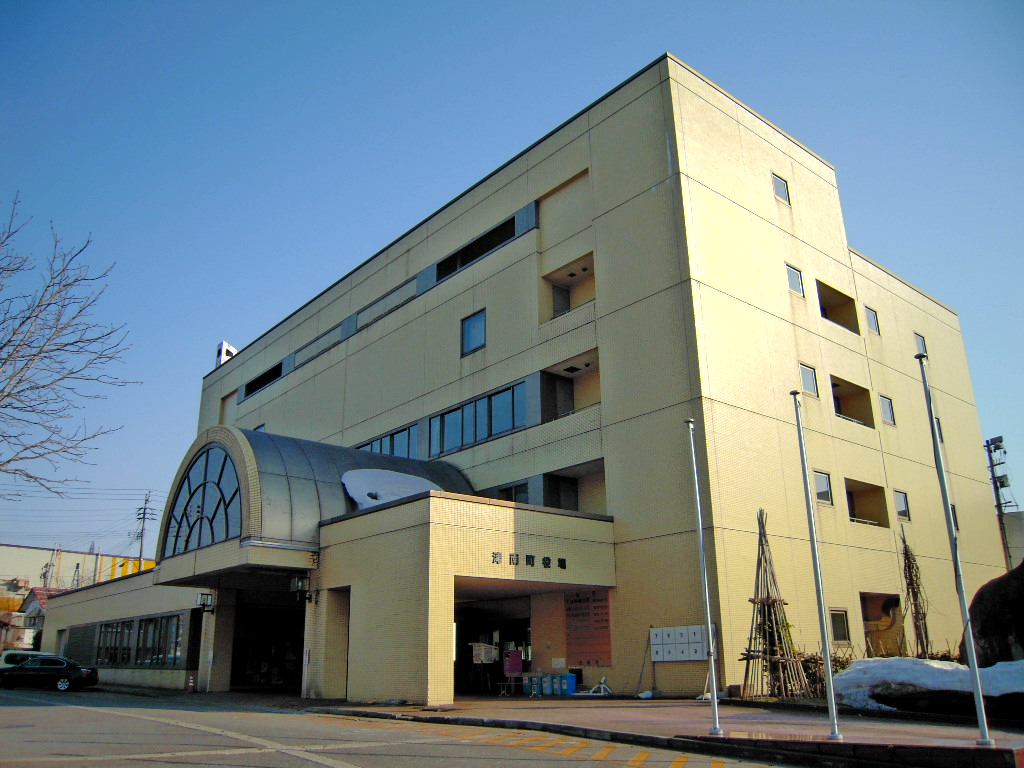
Мэрия посёлка Цунан

Цунан (яп. 津南町 Цунан-мати) — посёлок в уезде Накауонума в южной части префектуры Ниигата, Япония. Основан 1 января 1955 года.
Площадь посёлка составляет 170,28 км², население — 10 210 человек (1 августа 2014), плотность населения — 59,96 чел./км².

## География
Цунан находится в гористой местности на границе с префектурой Нагано. Он граничит с городом Токамати и посёлком Юдзава префектуры Ниигата, а также с селом Сакаэ соседней префектуры Нагано. Посёлок расположен на террасе реки Синано. Его мэрия стоит на высоте 241 метр над уровнем моря; между Цунаном и Сакаэ находится гора Наэба. Поскольку Цунан расположен между Японским морем и Японскими Альпами, здесь бывают одни из самых сильных снегопадов в стране .

### Климат
Цунан имеет влажный субтропический климат. Среднегодовой показатель количества атмосферных осадков составляет  1,954.0 мм; самый влажный месяц - сентябрь. 

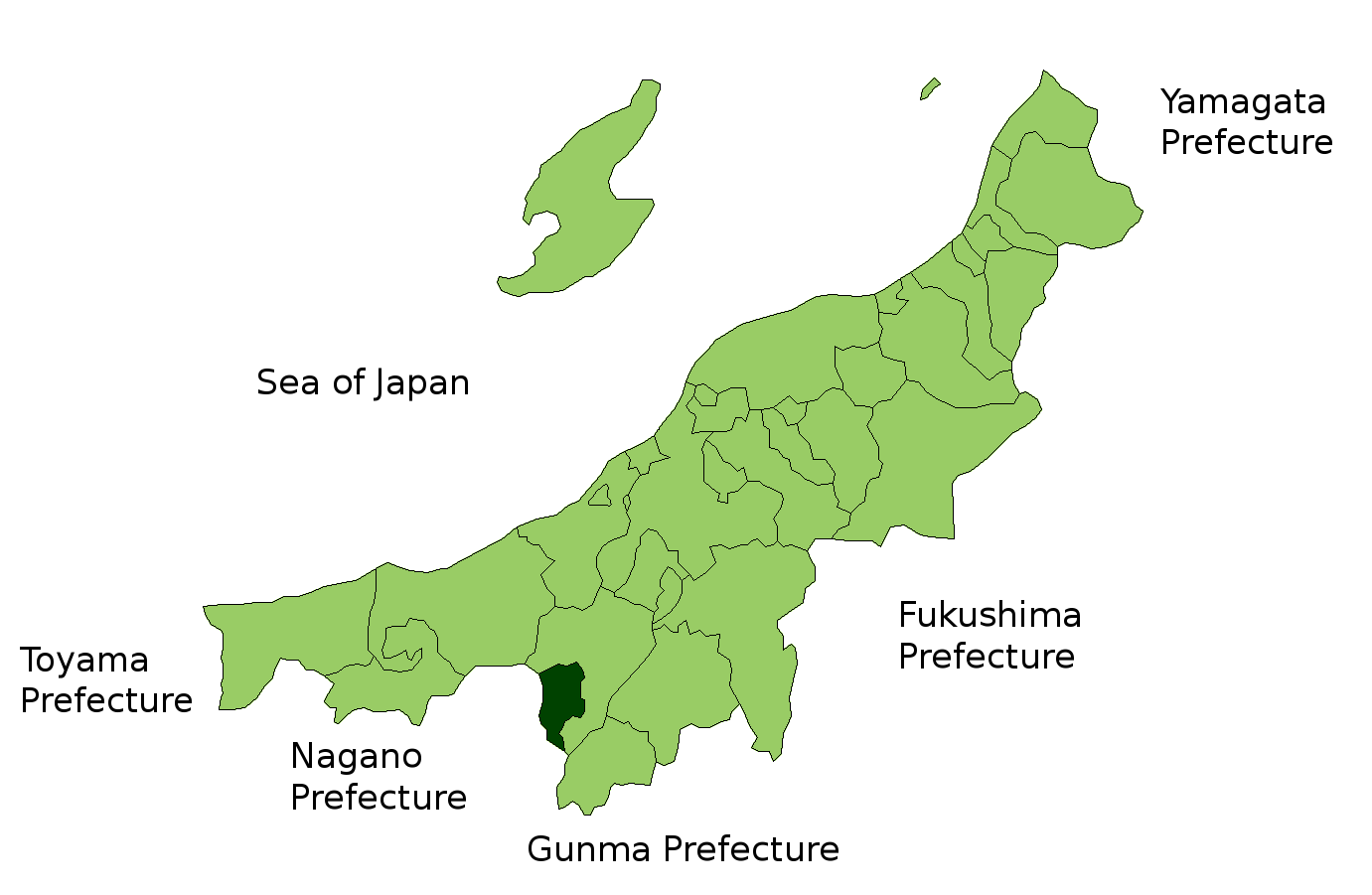
Цунан на карте префектуры Ниигата

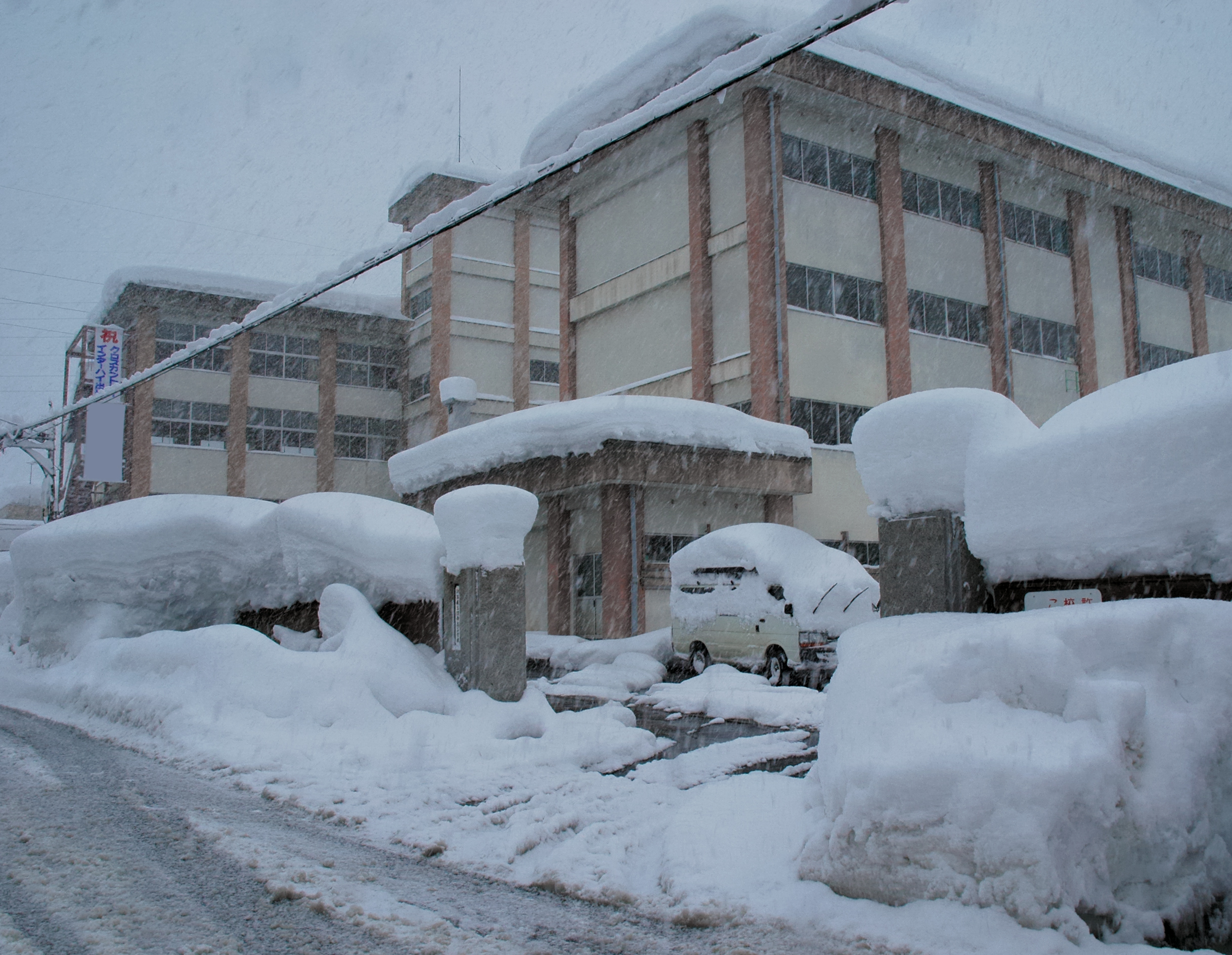
Зима 2006 года в посёлке Цунан

| Показатель                            | Янв.  | Фев.  | Март  | Апр. | Май  | Июнь | Июль | Авг. | Сен. | Окт. | Нояб. | Дек.  | Год   |
| ------------------------------------- | ----- | ----- | ----- | ---- | ---- | ---- | ---- | ---- | ---- | ---- | ----- | ----- | ----- |
| Абсолютный максимум, °C               | 13,1  | 17,3  | 19,8  | 28,1 | 30,8 | 33,7 | 34,8 | 35,0 | 33,8 | 31,8 | 23,5  | 19,6  | 35,0  |
| Средний максимум, °C                  | 1,8   | 2,6   | 6,3   | 13,4 | 20,3 | 23,5 | 26,9 | 28,4 | 24,0 | 17,8 | 11,6  | 5,0   | 15,1  |
| Средняя температура, °C               | −1,2  | −0,9  | 2,1   | 8,0  | 14,9 | 19,0 | 22,7 | 23,8 | 19,6 | 13,5 | 7,3   | 1,7   | 10,9  |
| Средний минимум, °C                   | −4,4  | −4,8  | −2    | 3,3  | 9,8  | 15,1 | 19,3 | 20,1 | 15,9 | 9,6  | 3,5   | −1,4  | 7,0   |
| Абсолютный минимум, °C                | −15,8 | −16,5 | −14,2 | −8,1 | 0,1  | 6,8  | 10,5 | 11,5 | 5,5  | −0,9 | −5,8  | −11,1 | −16,5 |
| Источник: Japan Meteorological Agency |       |       |       |      |      |      |      |      |      |      |       |       |       |

## Демография
Последние 70 лет население посёлка падает. На момент 1 ноября 2020 года оно составляло 8989 человек.
Изменение численности населения с 1980 по 2005 годы:
| 1980 | 13 841 чел. |  |
| 1985 | 13 464 чел. |  |
| 1990 | 12 955 чел. |  |
| 1995 | 12 865 чел. |  |
| 2000 | 12 389 чел. |  |
| 2005 | 11 719 чел. |  |

## История
Район современного Цунана был частью исторической провинции Этиго; в период Эдо регион находился под прямым контролем сёгуната Токугава. 1 января 1955 года деревни Томару, Камиго, Асигасаки, Акинари, Накафуками и Симофунато были объединены в посёлок Цунан.

## Экономика
Главная роль принадлежит сельскому хозяйству. Цунан известен своими рисом, томатами, подсолнечником, сакэ, гречневой лапшой, морковью и лилиями «Касабланка».

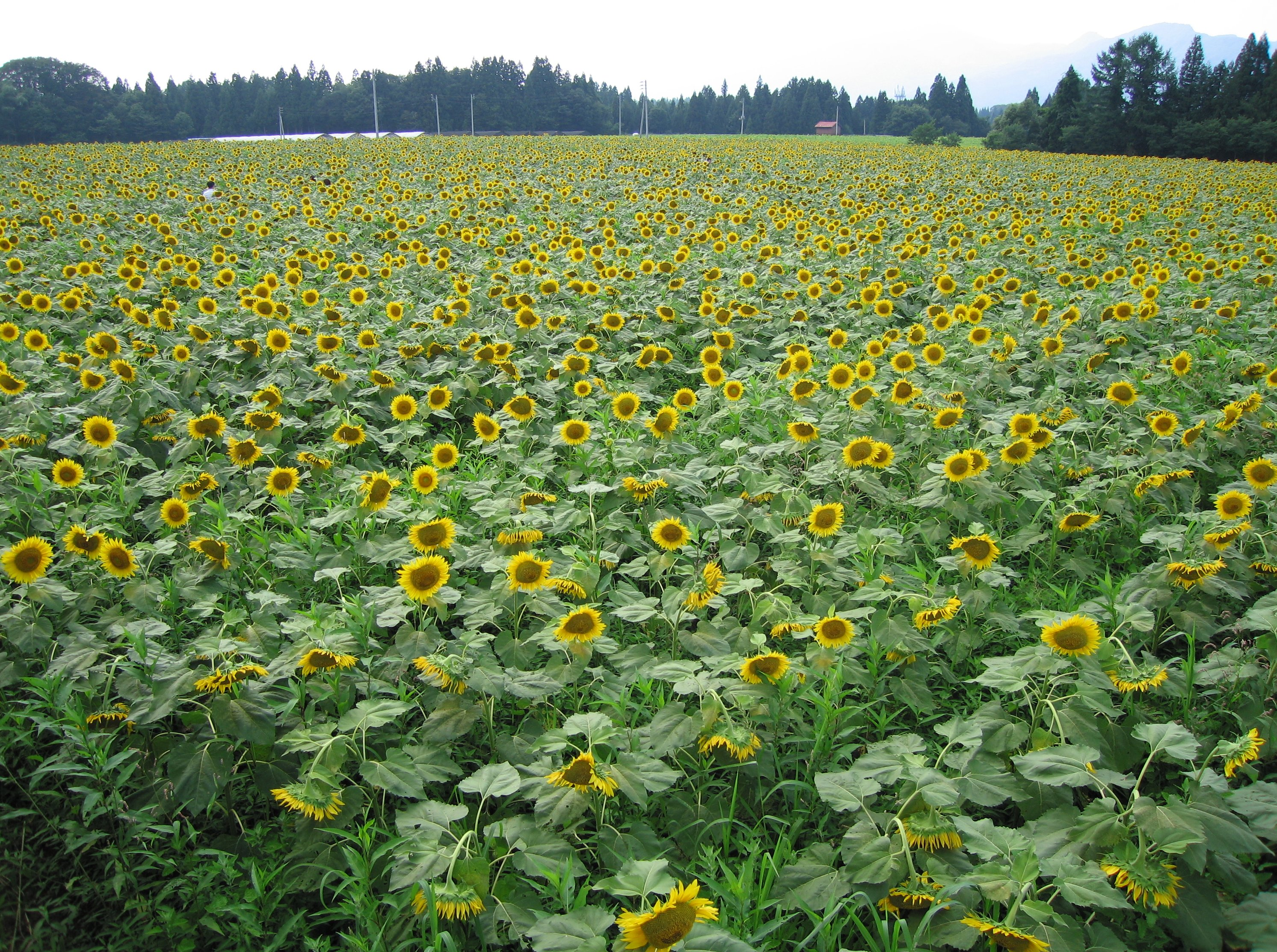
Цунанский подсолнечник

## Образование
В Цунане работают три начальных школы и две средних.

## Транспорт

### Железные дороги
- East Japan Railway Company - Линия Ияма.

В посёлке работают железнодорожные станции Асидаки, Этиго-Танака, Цунан и Этиго-Сикаватари.

### Автодороги
Через Цунан проходят Национальные дороги 117, 353 и 405.

Автобусная карта

## Достопримечательности
- Родник Рю-га-Кубо.
- Окинохара, археологический памятник периода Дзёмон.

## Известные личности
- Камимура, Кэндзи — политик, бывший мэр посёлка Цунан.
- Кувабара, Харука — действующий мэр посёлка.
- Накадзима, Сёко — реслер.

## Города-побратимы
| За рубежом - Йоджу, Южная Корея | Внутри страны - Саяма, Япония |